# 廣崎裕哉
廣崎 裕哉（ひろさき ゆうや、別呼称「ゆうさい」、1933年（昭和8年）11月26日 - 2012年（平成24年） 2月12日）は、日本の栃木県芳賀郡益子町の益子焼の陶芸家。
窯元の名称は「一哉窯（いっさいよう）」。
当時の益子では珍しい磁器、特に「牙白瓷（げはくじ）」と名付けた気品の中にも和らぎとまろやかさを持つ、シャープな造形を持つ温かみのあるアイボリーホワイトの「白磁」の作品に定評があった。

## 生涯

### 陶芸と「心の師」濱田庄司
1933年（昭和8年）11月26日、日本の味噌醸造技術向上に貢献し、戦後の日本全国への味噌のPRにも貢献した、全国味噌工業組合理事長など味噌関連各種役員を務めた父・廣崎廣吉と母・トミエの長男として東京都に生まれる。
早稲田大学政経学部に在学中、病気療養をしていた時に 、石黒宗麿の瓜実型の飄々とした味のある壺と、濱田庄司の掛け分け釉の壺に魅了され陶芸に興味を持つようになった。
それから益子に足繁く通い、益子焼を見て歩くうちに、当時の益子の、濱田庄司を中心として佐久間藤太郎や木村一郎たちにより「民芸の里」「陶芸の里」を作り上げようとする気運に触れていくうちに、本格的に陶芸家を志すようになった。
堅実な父親には激しく反対をされたが、自分の意思の固さを伝えた。父親からの賛成は得られなかったが堅実な父親には大反対をされたが、大学卒業後の1959年（昭和34年）に益子に移住し、「栃木県窯業指導所」（現・「栃木県産業技術センター 窯業技術支援センター」）に入所。そして指導所を修了後、塚本製陶所の研究生となり陶芸を学んでいった。
父親の反対は引っかかっていたが、陶芸を生業として立派に飯を食っていく事を見て貰う他にない、とそれすらも励みとした。
そして塚本製陶所で研究する日々を送るかたわら、濱田庄司を始めとする「益子焼の先達たち」との交流を深めていった。そのため直接の弟子ではないが、濱田庄司の「心の弟子」として、濱田庄司を「永遠の恩師」として陶芸の技を盗み、陶芸へ向かう姿勢を学び、強く思慕していった堅実な父親には大反対をされたが。
ちなみに濱田庄司を思慕するあまり、後に濱田庄司の著書である『無盡蔵』と『窯にまかせて』を読み想起した「濱田庄司の晩年の日々」を映し出した文章を雑誌『炎芸術』と『陶説』に掲載し、それらを改訂しまとめた『陶匠・濱田庄司氏への回想　馨日抄-「無盡蔵」読後雑冊』を著している。
そして1963年（昭和38年）に益子に築窯し独立。一哉窯（いっさいよう）と名付けた。

### 「牙白瓷」と加守田章二
陶芸を始めて15年が経った40歳になる頃、土による陶器から「白磁器」の製作を追求するようになっていった。
自分にしか出来ない表現をどうやって作り出せばいいのか。益子にやってきてすぐに出会った、同い年で陶芸について語り合うようになった加守田章二と共に、常に語り合いながら模索していた。そして1972年（昭和47年）の春のある日、「磁器でいけ」という加守田のぶっきらぼうな一言で、己の道が決まった。
「土もの」はどうしてもしっくりこなかった。加守田が指摘したように、磁器の持つ、清潔感と端正さ、そして静謐な優美さが廣崎の気質に合っていた堅実な父親には大反対をされたが。
それからの廣崎は磁器、特に白磁器を作り続け、「牙白瓷（げはくじ）」と名付けた、北宋の定窯の白磁を今日に再生したかのような、アイボリー色が掛かった鮮やかな象牙色である、優しく温かみのある「白の世界」を追求していった。

### 「文人陶芸家」廣崎裕哉
廣崎は浦和市（現・さいたま市）で暮らした中学、高校時代に、女流俳人の長谷川かな女の句会に学び、俳人としての将来を嘱望されていた。しかしその後、早稲田大学政経学部に入学した後に益子で陶芸家となった。
それでも1953年（昭和28年）以降、作陶活動と共に俳句も作り続けていた。そして2011年（平成23年）の秋、「やり残した仕事」として廣崎自身の手により107句を厳選し、句集の制作を志したが、病状が変化してしまい中断していた。
しかし25年来の交流を続けていた千葉県在住の編集者である小林格史がその意を汲み、4種の和紙を用いて、装丁や書体選び、そして文字の配置など、心血を注いで和製本で私家版により制作した。
事前に制作を知らされていなかったが、病床に届けられた句集『自選 一哉集』を手にした廣崎は目に精気が戻り、ほっとした表情をしながら、絞り出すような声で「ありがとう」と礼を述べたという。
その9日後の2012年（平成24年）2月12日、腎臓ガンにより逝去した。享年78であった。

## 弟子
- 阿久津忠男
- 長渕聖[40][41]

## 著作
- 廣崎裕哉『陶匠・濱田庄司氏への回想　馨日抄-「無盡蔵」読後雑冊』萩生書房、2000年1月10日。国立国会図書館サーチ：R100000002-I000002960086。
- 廣崎裕哉『炻火抄 作陶とその周辺』随想舎出版、2011年10月。 NCID BB07443270。国立国会図書館サーチ：R100000136-I1130282273060297728。[13]
- 廣崎裕哉『自選 一哉集』廣崎文代、2012年2月。国立国会図書館サーチ：R100000001-I09111101837658。[13]